# Villiers-sur-Orge
 Villiers-sur-Orge  es una población y comuna francesa, ubicada en la región de Isla de Francia, departamento de Essonne, en el distrito de Palaiseau y cantón de Longjumeau.

## Demografía
| 754 | 2012 | 2455 | 3298 | 3704 | 3753 |
| Para los censos de 1962 a 1999 la población legal corresponde a la población sin duplicidades (Fuente: INSEE [Consultar]) |      |      |      |      |      |

## Personajes
- Población donde nace Laurent Grimod de La Reynière